# 비디오 게임 클론

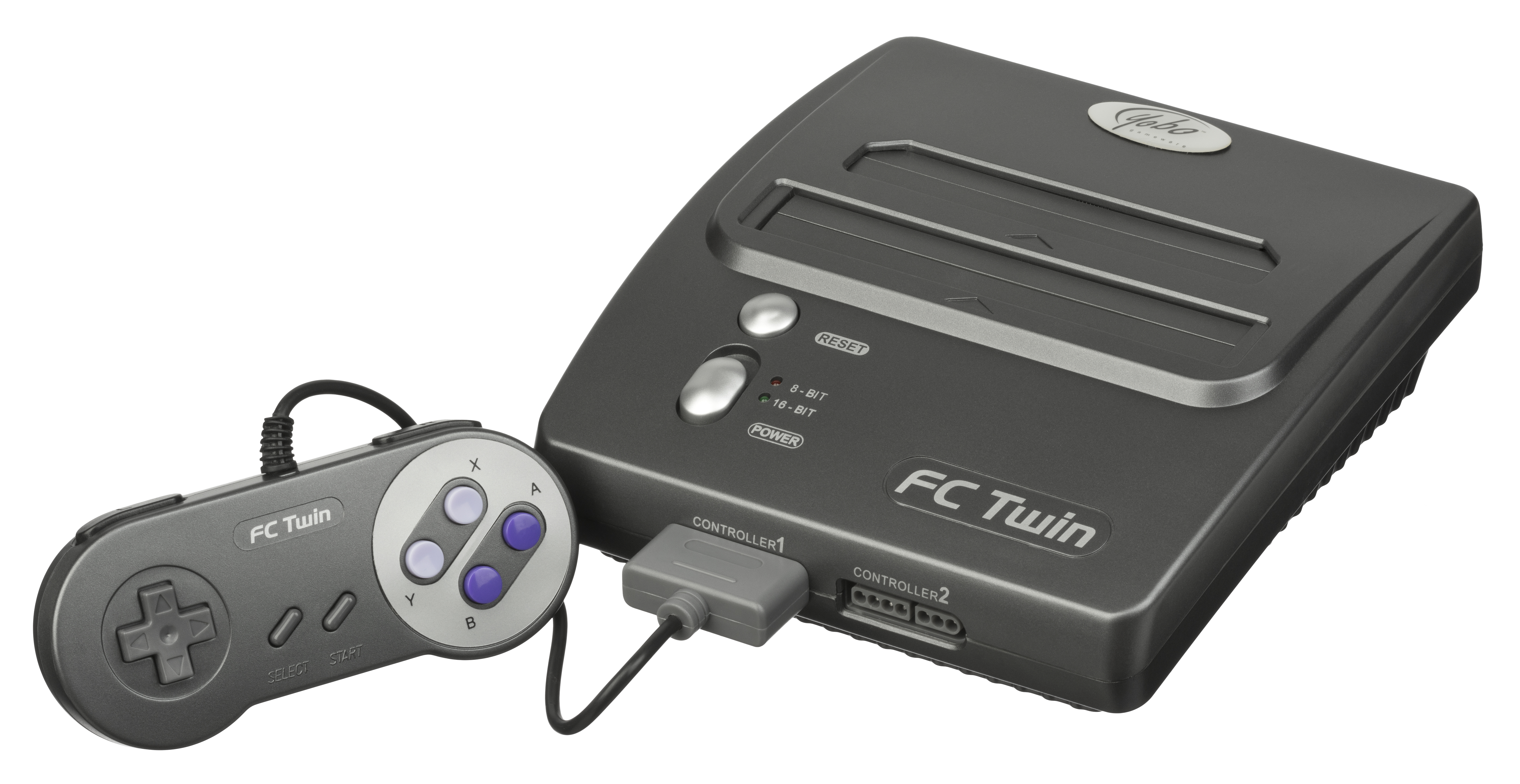
오리지널 패밀리컴퓨터 및 슈퍼 패미컴 게임 카트리지와 호환되는 인기 복제 시스템인 FC 트윈.

비디오 게임 클론(video game clone)은 이전의 인기 있는 게임이나 콘솔과 매우 유사하거나 그로부터 크게 영감을 받은 비디오 게임 또는 비디오 게임 콘솔이다. 클론은 일반적으로 복제된 게임이나 시스템의 인기를 재정적으로 이용하기 위해 만들어지지만, 오마주를 만들거나 원본 게임의 게임 역학을 확장하려는 진지한 시도의 결과일 수도 있다. 하드웨어 호환성이 제한된 소프트웨어로서 게임 매체에 고유한 추가적인 동기는, 원본을 사용할 수 없거나 만족스럽지 않게 구현된 플랫폼에 게임의 모의를 이식하려는 욕구이다.
비디오 게임 클론의 합법성은 저작권 및 특허법에 의해 규율된다. 1970년대에 마그나복스는 퐁 하드웨어에 대한 여러 특허를 소유하고 있었고, 면허를 받지 않은 퐁 클론에 대해 고소를 제기하여 자신들에게 유리한 법원 판결과 보상을 위한 소송상 합의를 이끌어냈다. 게임 제작이 디스크 및 카트리지 소프트웨어로 전환되면서, 아타리는 필립스를 저작권법 위반으로 고소하여 여러 팩맨 클론의 유통을 중단시킬 수 있었다. 1980년대 말까지 법원은 일부 클론에 대해 유리한 판결을 내렸고, 소송 비용이 높아 2000년대 중반까지 대부분의 클론 관련 분쟁은 무시되거나 합의를 통해 해결되었다. 2012년에는 테트리스 홀딩 대 시오 인터랙티브(Tetris Holding, LLC v. Xio Interactive, Inc.)와 스프리 폭스 대 롤랩스(Spry Fox, LLC v. Lolapps, Inc.) 두 사건 모두에서 게임의 표현 요소 간의 명백한 유사성 때문에 클론에 대해 불리한 판결이 내려졌다.
법률 학자들은 이러한 사례들이 일반적인 게임 아이디어, 게임 역학 및 정형적 장면은 저작권으로 보호될 수 없으며, 이러한 아이디어의 고유한 표현만 보호된다는 것을 확립한다고 동의한다. 그러나 높은 소송 비용과 각 분쟁의 사실 특정적 성격 때문에 어떤 게임 개발자가 자신의 게임의 룩 앤드 필을 클론으로부터 보호할 수 있는지 예측하기 어렵게 만들었다. 특허, 상표 및 산업 규제와 같은 다른 방법들도 클론의 확산에 영향을 미치는 역할을 했다.

## 개요
'각색'은 정말 아첨하는 말이다. '저작권 침해'보다 훨씬 낫다.— 시드 마이어, 2021년 스페이스 인베이더 및 팩맨의 초기 클론에 대해

디지털 시장에서 게임을 복제하는 것은 흔한 일이다. 이를 막기 어렵고 기존 게임과 경쟁하기 쉽다. 개발자는 그래픽, 제목, 스토리, 캐릭터에 대한 저작권을 가질 수 있지만, 소프트웨어 디자인과 게임 역학을 보호하는 데는 더 어려움이 있다. 역학에 대한 특허는 가능하지만 비용이 많이 들고 시간이 오래 걸린다. 인기 있는 게임 개념은 종종 다른 개발자들에 의해 그 개념이 통합되거나 확장되는 결과를 낳는다. 다른 경우에는 하나 이상의 이전 게임으로부터 명확한 영향을 받아 게임이 개발될 수 있다. 그러한 파생물은 항상 클론으로 간주되지는 않지만, 게임 간의 비교를 위해 이 용어가 사용될 수 있다. 저작권법은 게임 역학을 보호하지 않으므로, 그러한 아이디어의 재사용은 일반적으로 허용되는 것으로 간주된다. 예를 들어, 그랜드 테프트 오토 III는 GTA 클론이라고 불리는 여러 게임을 촉발시켰지만, 자산이나 역학적 아이디어를 직접 복사한 것은 아니다. 이러한 경우, 다른 게임의 "클론"인 게임은 일반적으로 지적 재산권 침해를 저질렀다는 의미가 아니며, 그렇지 않으면 법적으로 허용되는 관행으로 간주되지만, 그러한 게임을 클론이라고 부르는 것은 일반적으로 경멸적인 의미로 간주된다.
진정한 비디오 게임 클론은 경쟁자들이 비디오 게임 타이틀의 성공을 보고, 거의 추가적인 혁신 없이 유사한 자산과 게임플레이를 가진 기존 게임의 거의 복사본을 만들어 경쟁하려고 할 때 발생한다. 개발자 제노바 첸은 이러한 클론의 본질을 표절과 유사하다고 비유하며, 새로운 작품이 원본과 구별되려는 노력이 거의 없다고 말했다. 비디오 게임 클론은 개발하는 사람들에게는 낮은 위험으로 간주된다. 게임이나 장르가 인기가 있다는 것을 알기 때문에, 그 게임의 클론을 개발하는 것은 미지의 판매 잠재력을 가진 새로운 타이틀을 개발하는 것과 대조적으로 안전하고 빠른 투자가 될 것처럼 보인다. 또한, 소규모 개발자, 특히 인디 개발자의 게임 복제는 더 자주 발생하는데, 이들 소규모 팀은 법적 구제책을 추구할 재정적 자원이 부족하기 때문이다. 대신, 이들 팀은 종종 복제자가 시정 조치를 취하도록 사회적 영향력을 호소한다.

## 역사

### 하드웨어 복제 (1970년대–2000년대)
비디오 게임 복제는 1972년 아타리가 퐁을 출시한 직후 아케이드 비디오 게임 산업 초기에 시작되었다. 퐁의 성공은 수많은 회사들이 자신만의 버전을 만들기 위해 아케이드 기기를 구매하게 만들었다. 아타리의 놀런 부슈널은 이러한 업체들을 "자칼"이라고 불렀지만, 법적 조치를 취하지 않고 대신 새로운 게임을 만들어 그들을 앞지르려고 노력했다. 부슈널은 또한 밸리 매뉴팩처링 및 미드웨이 매뉴팩처링과 계약을 유지했다. 미드웨이의 경우, 아타리는 미드웨이에 라이선스된 퐁 디자인을 제공했고, 미드웨이는 이를 위너(Winner)로 출시했다.
퐁을 복사한 회사 중 하나는 1973년 초에 패들 배틀 아케이드 게임을 출시한 얼라이드 레저(Allied Leisure)였다. 1973년 중반에 시장이 2인용에서 4인용 탁구 버전으로 전환되자, 얼라이드 레저는 테니스 토너먼트와 리코셰트라는 두 가지 새로운 아케이드 게임을 제작했는데, 미드웨이는 이 두 게임이 2인용 위너의 수요를 급격히 감소시켰다고 주장했다. 경쟁력을 유지하기 위해 미드웨이는 얼라이드의 게임 중 하나를 확보하여 인쇄 회로 기판을 위너의 기판과 비교하여 4인용 게임을 만들기 위한 새로운 부품이 무엇인지 파악하고, 이를 위너의 기판에 추가하여 위너 IV를 출시했다. 얼라이드 레저는 위너 IV를 만드는 데 자사의 인쇄 회로 기판 디자인을 사용한 저작권 침해와 불공정 경쟁을 주장하며 미드웨이를 고소했지만, 판사는 예비 금지 명령에 동의하지 않았다. 판사는 인쇄 회로 기판의 도면은 저작권 보호를 받을 수 있지만, 실제 기판 자체는 그렇지 않으며 대신 특허에 의해 보호되어야 한다고 판결했는데, 이 사건에는 특허가 관련되어 있지 않았다. 이 사건은 1974년에 미공개 조건으로 법정 밖에서 합의되었는데, 이는 시장의 단기적인 침체와 관련된 요인 때문으로 추정된다. 얼라이드 레저의 CEO인 데이비드 브라운(David Braun)은 1974년에 "이 비디오 게임은 어제의 신문이다"라고 말한 바 있다. 합의는 또한 1세대 콘솔에서 동시에 발생하고 있던 가정용 퐁 버전 주변에서 발생한 특허 문제로 인한 압력 때문일 가능성이 높다.
가정용 비디오 게임 콘솔의 기본 아이디어는 샌더스 어소시에이츠에서 일하던 중 랠프 베어가 개발했다. 그는 1966년 "브라운 박스" 시제품이 된 것에 대한 작업을 시작했다. 상사로부터 아이디어 제안 승인을 받은 후, 베어는 샌더스 엔지니어 빌 해리슨과 빌 러쉬와 협력하여 낮은 비용 목표 내에서 디자인을 실행했다. 1967년까지 최적화된 디자인은 다른 제조업체에 판매할 준비가 되었다. 샌더스는 그 시장 영역에 있지 않았기 때문이다. 아이디어를 보호하기 위해 샌더스는 베어, 해리슨, 러쉬의 이름으로 세 개의 특허를 신청하고 받았는데, 이는 그들의 "텔레비전 게임 장치"를 다루었다. 여기에는 1974년에 재발행된 "텔레비전 게임 장치"에 대한 미국 특허 RE28,507, "텔레비전 게임 장치 및 방법"에 대한 미국 특허 3,659,285, 그리고 "텔레비전 게임 및 훈련 장치"에 대한 미국 특허 3,728,480이 포함되었다. 샌더스는 결국 이 기술과 특허를 마그나복스에 라이선스했고, 마그나복스는 이를 사용하여 1972년에 출시된 마그나복스 오디세이를 제작했다. 1974년에 마그나복스는 아타리와 미드웨이 매뉴팩처링을 포함한 여러 회사를 상대로 탁구 아케이드 게임을 제작하고 배포한 것에 대해 특허 침해로 고소했다. 아타리는 1976년에 합의하고 세 가지 특허에 대한 영구 라이선스와 다른 기술 공유 계약에 대해 마그나복스에 US$1,500,000를 지불하기로 동의했으며, 이를 통해 퐁의 가정용 버전을 계속 출시할 수 있게 되었다. 이 사건은 궁극적으로 1977년 초에 나머지 피고인들에 대해 마그나복스에 유리하게 결정되었다.
그러나 아케이드 버전과 마찬가지로, 퐁의 가정용 버전은 수많은 타사 하드웨어 제조업체들이 시장에 퐁 클론을 만들도록 이끌었고, 아타리의 퐁 콘솔이 가정용 퐁 콘솔 판매량의 약 3분의 1에 불과할 정도로까지 이르렀다. 마그나복스는 세 가지 특허를 사용하여 이러한 퐁 클론에 대해 계속 소송을 제기했으며, 특허 수명 동안 소송 및 합의를 통해 US$1억 달러 이상의 손해배상을 받은 것으로 추정된다. 소송 위협은 가정용 콘솔 시스템의 더 많은 복제본이 만들어지는 것을 막지 못했는데, 이러한 전용 콘솔은 상대적으로 위험이 적고 제조하기 쉬웠기 때문이다. 이는 전용 게임 콘솔 시장의 홍수를 초래했고, 1977년 업계 최초의 시장 붕괴를 야기했다.:81–89

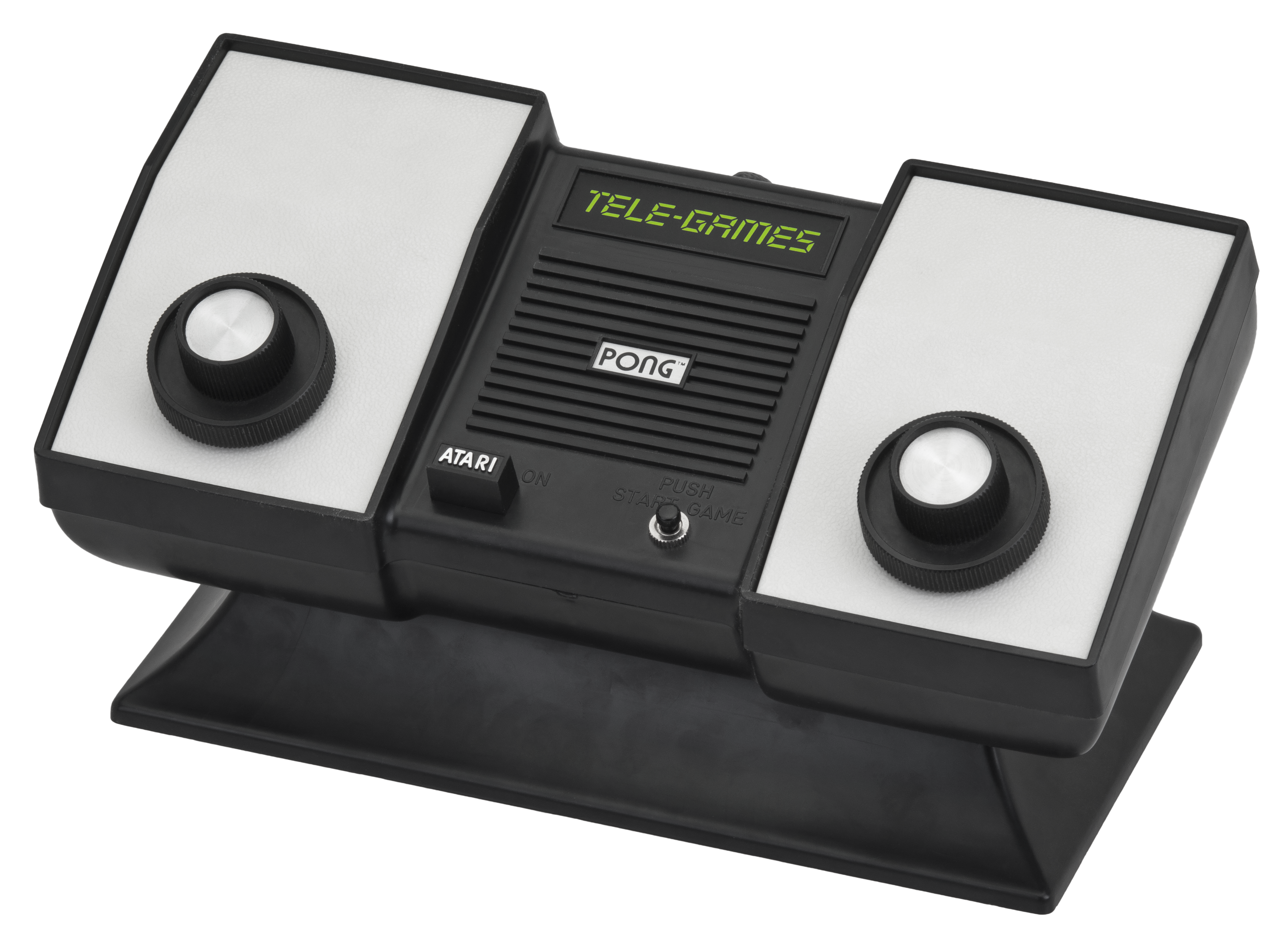
시어스의 "텔레게임즈" 브랜드가 붙은 오리지널 아타리 퐁 가정용 콘솔
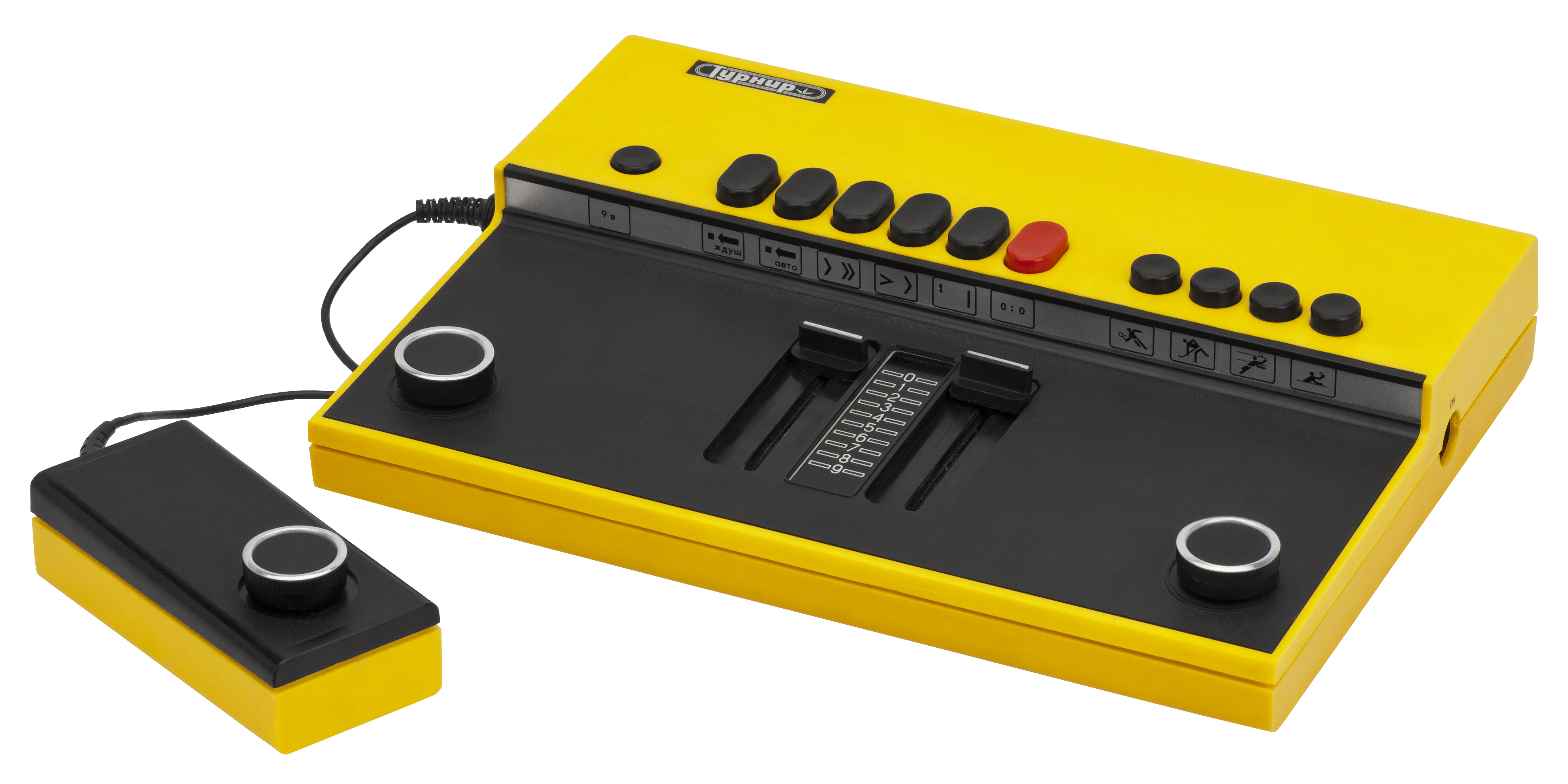
러시아의 "투르니르"("토너먼트") 퐁 클론
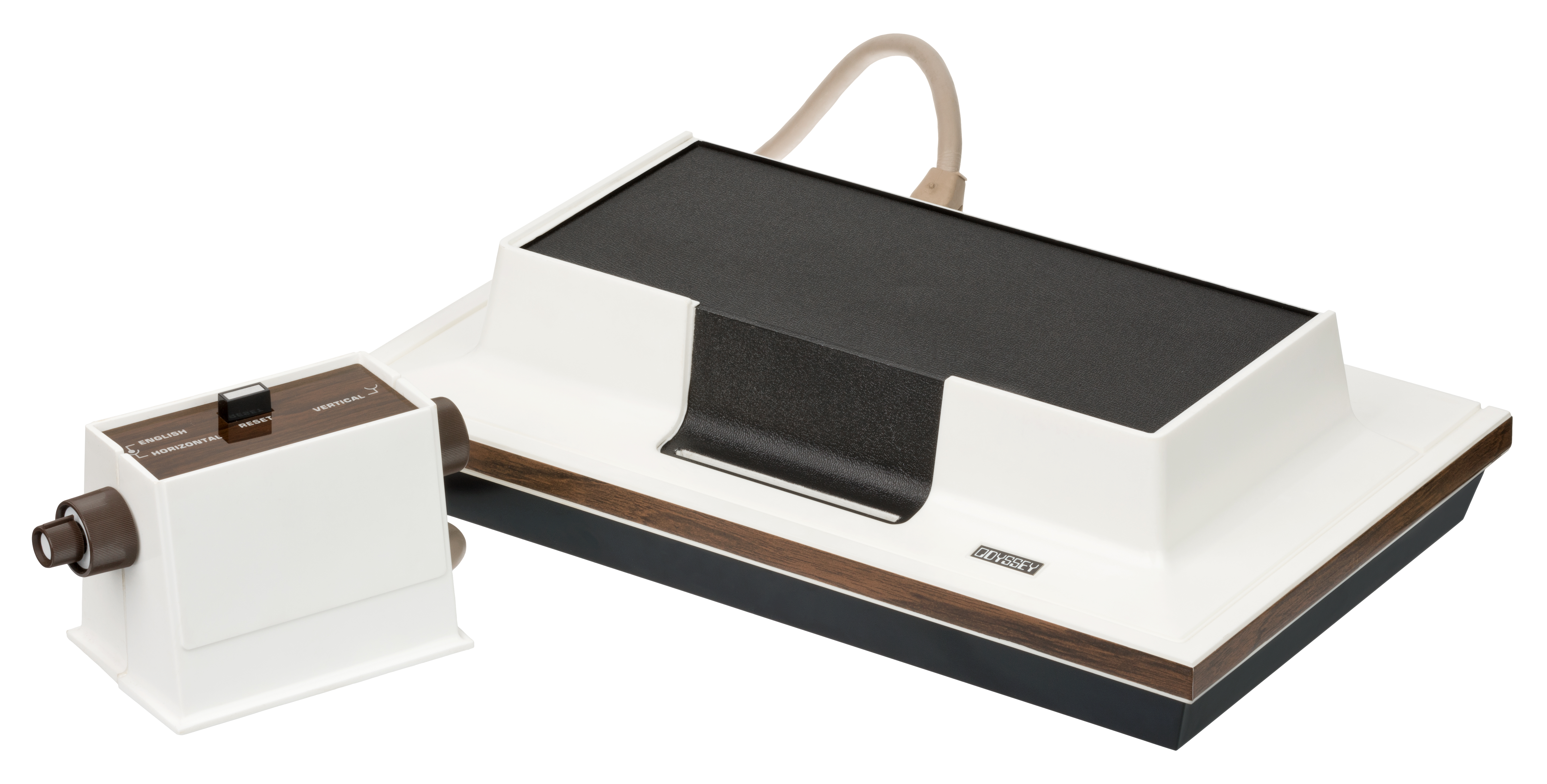
마그나복스 오디세이
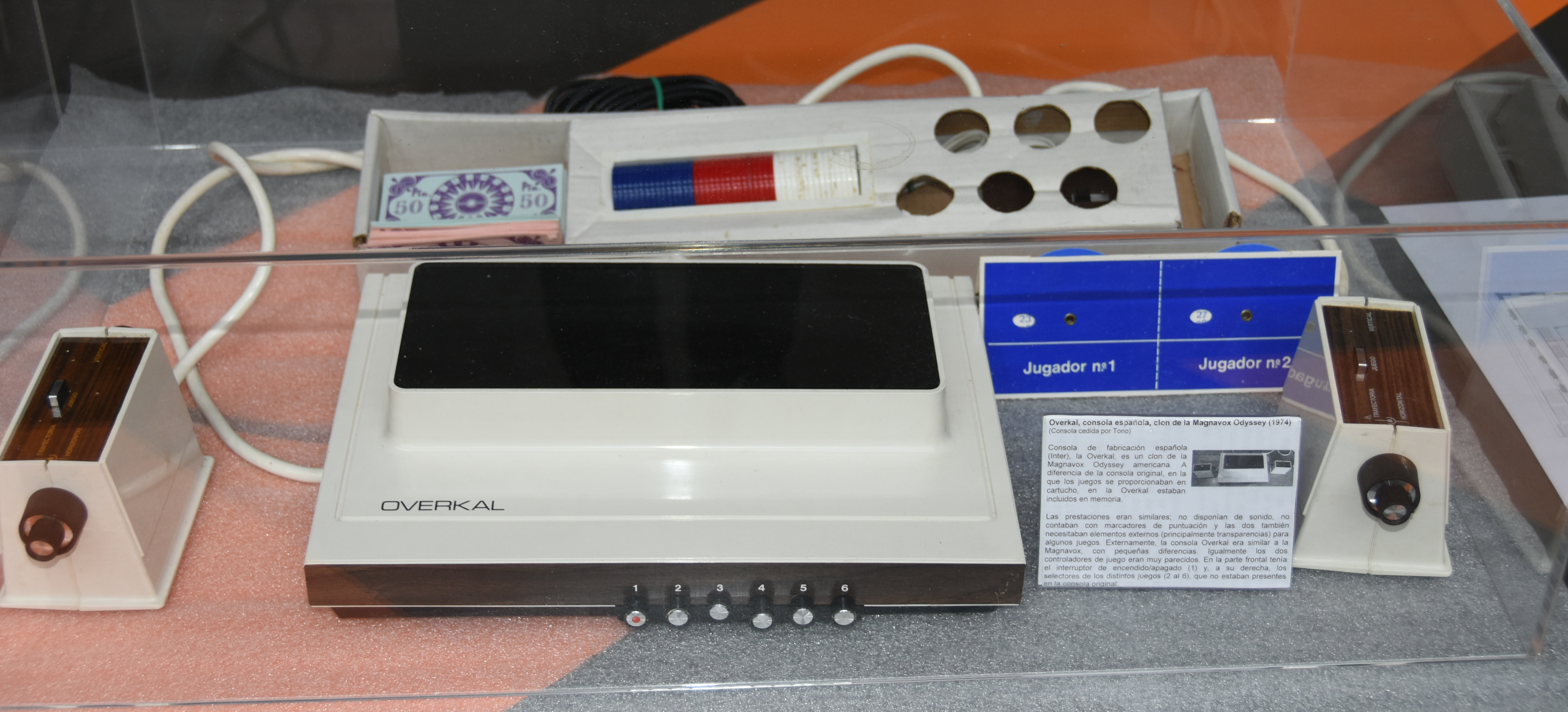
1974년 인터 일렉트로니카 S.A.에서 제작한 오버칼(Overkal). 스페인 시장을 위한 마그나복스 오디세이의 클론이다.

결국 가정용 콘솔은 내장 게임에서 2세대에서 마이크로프로세서 기반의 프로그래밍 가능한 시스템으로 바뀌었으며, 이는 롬 카트리지에 저장된 소프트웨어로 작동하여 하드웨어 수준에서 복제하기가 더 어려워졌다. 그러나 비정품 제조업체는 알려진 콘솔과 유사한 형태를 가진 부트렉 콘솔을 만들려고 시도했지만, 일반적으로 LCD에 자주 내장된 게임만 플레이할 수 있었다. 다른 부트렉 콘솔은 오래된 시스템의 작동 방식을 가져와 알려진 콘솔처럼 보이는 새로운 케이스에 재포장하여 원본 시스템의 게임을 플레이할 수 있도록 했다. 후자는 특히 닌텐도 엔터테인먼트 시스템(일본에서는 패미컴 시스템으로 알려짐)을 복제하려는 콘솔의 경우 더욱 그러했는데, 이 시스템은 동유럽 및 중국 지역 일부 국가에서는 구할 수 없었기 때문에 이들 국가의 제조업체들이 수많은 부트렉 버전을 만들게 되었고, 닌텐도가 이들을 상대로 법적 조치를 취하는 것이 거의 불가능하다는 것을 알고 있었다.

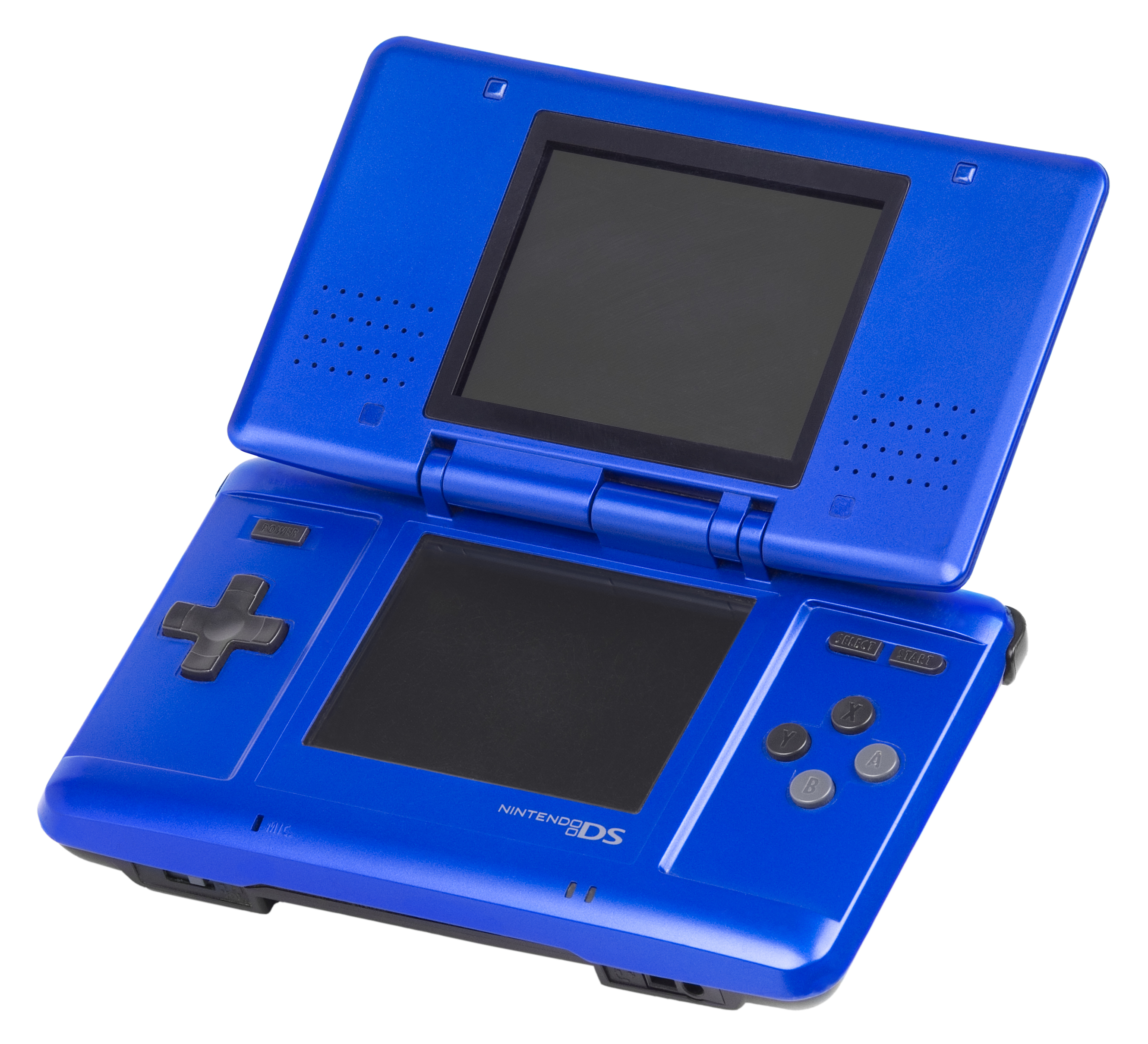
닌텐도 DS
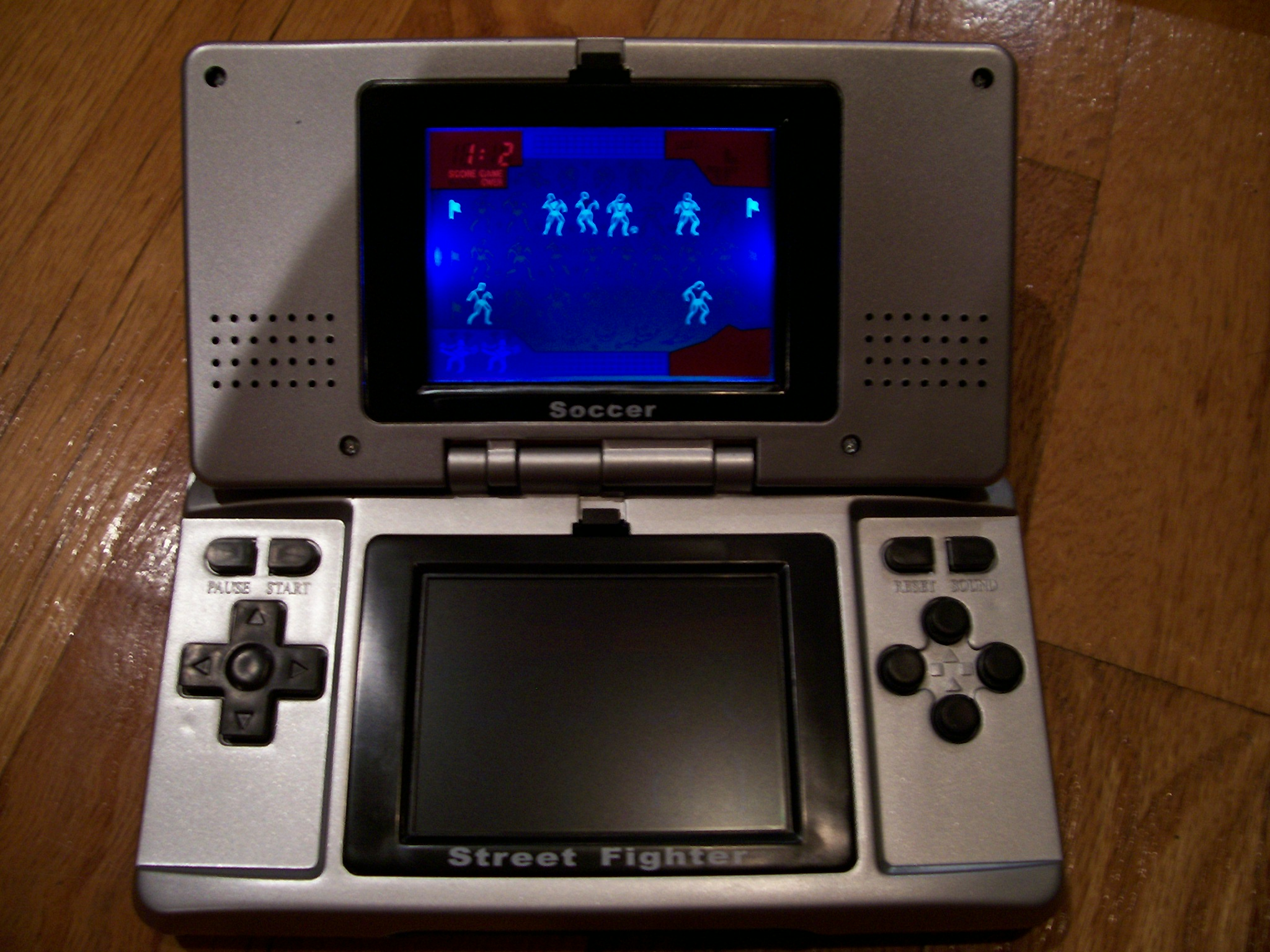
DS의 디자인을 모방한 네오 더블 게임즈. 게임은 세그먼트 LCD 화면에서 플레이된다.
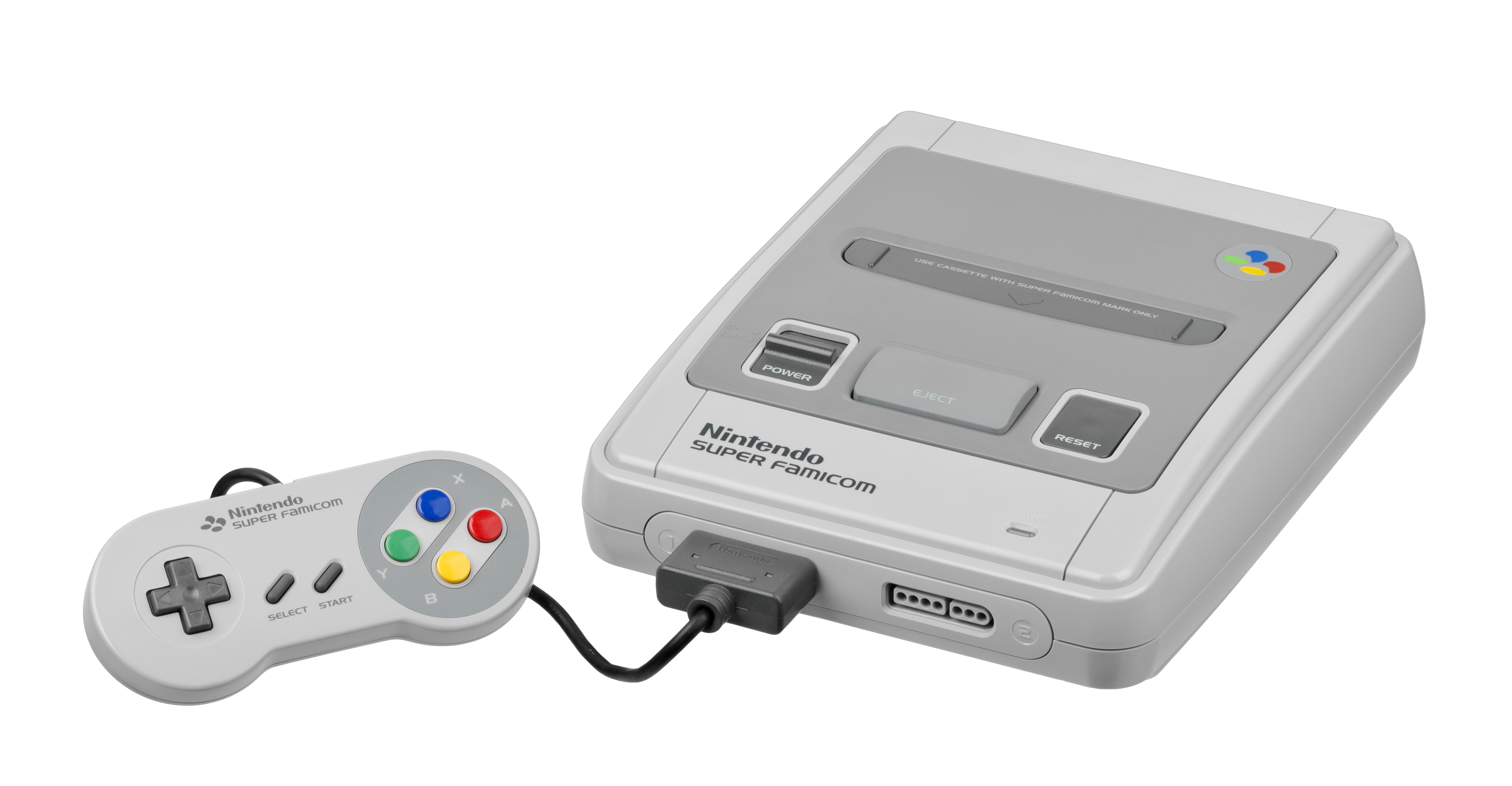
닌텐도 슈퍼 패미컴 콘솔
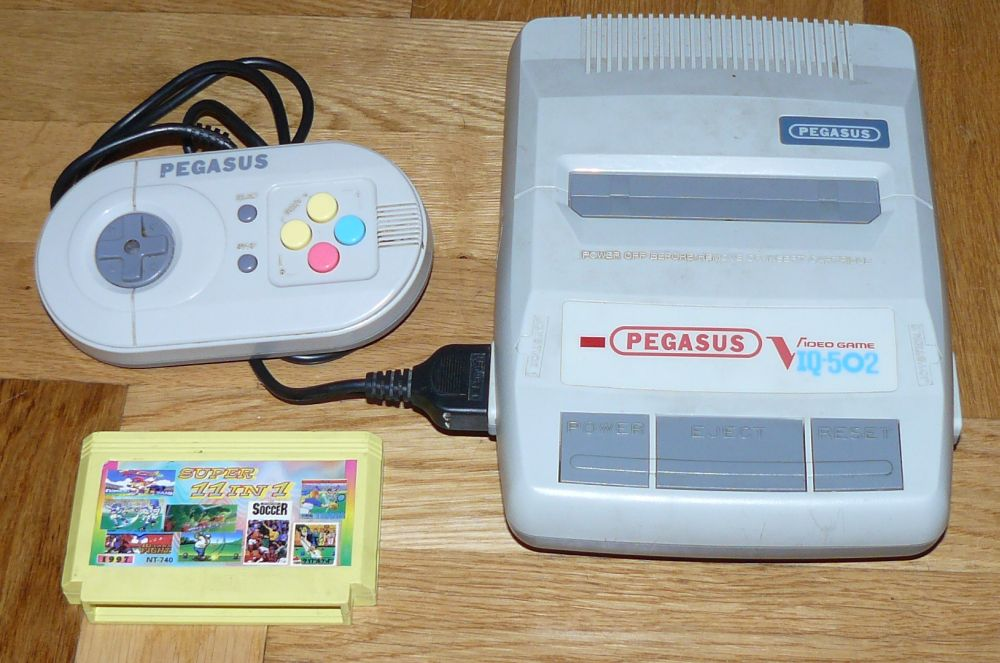
동유럽 국가에서만 판매된 페가수스. 슈퍼 패미컴 시스템처럼 보였지만 패미컴의 복제품이었다.

폐쇄형 콘솔만이 복제된 시스템은 아니었다. ZX 스펙트럼은 1982년 영국에서 출시되었으며, 다른 가정용 컴퓨터에 비해 저렴한 가격으로 영국과 서유럽에서 비디오 게임 분야가 탄생하는 데 기여했다. 이 시스템은 동구권 국가로 수입될 수 없었지만, enterprising 기업들은 훨씬 더 저렴한 비용으로 ZX 스펙트럼 하드웨어를 복제하는 방법을 찾아냈다. 십대와 젊은 성인들이 이러한 하드웨어 복제품을 구입할 수 있게 되면서, 그들 역시 자신만의 게임을 개발하기 시작했고 이들 국가에서 비디오 게임 산업을 시작하는 데 기여했다.

### 초기 저작권 보호 (1980년대)
하드웨어 자체는 복제하기 어려워졌지만, 게임의 소프트웨어는 이후 다른 시스템의 무단 복사본에 사용되었다. 아케이드 비디오 게임의 복제는 1980년대 초 아케이드의 "황금기" 동안 인기가 있었다. 아케이드 게임은 대량 생산 전에 공개 장소에서 현장 테스트를 위해 제한된 수량으로 만들어졌다. 아타리 같은 업계 선두 주자의 새로운 아케이드 게임이 공개되었다는 소식이 전해지자, 타사 경쟁업체들은 게임을 스코프하여 새로운 아케이드 게임이나 가정용 콘솔용으로 게임의 복제본을 서둘러 만들 수 있었다. 1980년 미사일 커맨드에서 이러한 일이 발생했다. 이는 궁극적으로 새로운 아케이드 게임 시장을 희석시켰다.
초기의 법적 문제는 비디오 게임이 지식 재산권 보호 대상이 되는지 여부였다. 업계 전문가와 법률 전문가 모두 저작권법이 적용되는지 여부에 대해 불분명했다. 그러한 게임 중 하나는 브레이크아웃이었고, 이는 알카노이드를 포함한 많은 게임에 영감을 주었으며, 알카노이드 자체도 많은 다른 클론에 영감을 주었다. 아타리가 브레이크아웃에 대한 저작권을 등록하기로 결정했을 때, 저작권청장 랄프 로만(Ralph Oman)은 "최소한의 독창적인 회화적 또는 그래픽적 저작권, 또는 소리에서의 저작권을 포함하지 않았다"는 이유로 작품 등록을 거부했다. 아타리는 오만 청장의 게임 저작권 보호 거부 결정에 이의를 제기했고, 법원은 간단한 비디오 게임도 고정되고 독창적인 표현이므로 저작권 보호 대상이 될 수 있다는 아타리의 주장에 동의했다. 미드웨이는 아틱을 고소했는데, 아틱이 팩맨의 클론이라고 주장되는 퍽맨(Puckman)을 만들었기 때문이다. 아틱은 비디오 게임이 "유형의 표현 매체에 고정되지 않았다"며 저작권 대상이 아니라고 응수했다. 법원은 아케이드 게임의 이미지가 일시적이라 할지라도 그 측면이 저작권 보호를 받을 수 있다는 미드웨이의 주장에 동의했다. Stern Electronics, Inc. v. Kaufman 또한 게임의 룩 앤 필이 고정되어 있으며, 따라서 서로 다른 플레이어의 플레이 간의 이미지 차이에도 불구하고 저작권 보호를 받을 수 있다고 결정했다. 따라서 비디오 게임이 잠재적으로 침해하는 클론에 대해 저작권 보호를 받을 수 있다는 것이 널리 확립되었다.
1980년대 초에 가장 널리 복제된 아케이드 게임은 스페이스 인베이더 (1978년), 팩맨 (1980년), 동키콩 (1981년)을 포함했으며, 이들의 복제본은 1983년까지 다양한 플랫폼에서 이용 가능했다. 스페이스 인베이더와 팩맨은 수백 개의 클론과 변형이 있었고, 프로거는 백 개 이상, 동키콩은 수십 개에 달했다. 이들은 데스크톱 마이크로컴퓨터부터 그래프 계산기에 이르는 다양한 플랫폼을 위해 전문 및 아마추어 코더들에 의해 프로그래밍되었다. 닌텐도는 소송을 통해 막으려 했음에도 불구하고 동키콩 클론으로 인해 다양한 플랫폼에서 US$1억 달러 이상의 손실을 입은 것으로 추정했다. 문제는 유니버설 시티 스튜디오 대 닌텐도 유한회사 사건으로 인해 더욱 복잡해졌다. 이 사건에서 유니버설 스튜디오는 킹콩에 대한 소유권을 주장하며 동키콩과 그 클론, 특히 타이거 일렉트로닉스의 휴대용 전자 게임 킹콩에 대해 소송을 제기했지만, 법원은 닌텐도에게 유리한 판결을 내리고 타이거에게 닌텐도에 손해 배상금을 지불하라고 명령했다.
BYTE는 1981년 12월에 아타리의 아스테로이즈 아케이드 게임의 최소 8개 클론이 개인용 컴퓨터용으로 존재한다고 보도했다. 1982년 12월, 잡지는 그해 "디자인이나 형식 면에서 새로운 지평을 연 게임은 거의 없었다... 대중이 어떤 아이디어를 정말로 좋아하면, 그것은 최대한 활용되고, 다른 색깔의 수많은 클론이 곧 진열대를 가득 채운다. 즉, 대중이 구매를 중단하거나 더 나은 것이 나올 때까지. 마이크로컴퓨터 게임이 1980년대의 훌라후프라고 믿는 회사들은 오직 빠른 이익만을 추구하기를 원한다"고 언급했다. 복제의 정도가 너무 심해 1981년 아타리는 전면 광고에서 "해적판: 이 게임은 끝났다"고 경고하며, 회사가 가정용 컴퓨터 클론과 같이 "아타리 게임의 상당 부분을 복제하거나 각색하는 무단 개체에 대해 [자사의] 저작권을 적극적으로 행사하고 적절한 조치를 취함으로써 권리를 보호할 것"이라고 밝혔다. Atari, Inc. v. Amusement World, Inc. (547 F. Supp. 222, 1982) 사건에서 아타리는 어뮤즈먼트 월드를 고소하며 자사의 비디오 게임 메테오스가 아스테로이즈의 저작권을 침해했다고 주장했다. 법원은 두 게임 간에 22가지 유사점을 발견했지만, 이들 요소가 소행성 슈팅 게임의 scènes à faire라고 언급하며 아타리의 주장에 불리한 판결을 내렸다. 이는 저작권법의 아이디어-표현 구별이라는 원칙에 기반한 것으로, 저작권은 게임의 아이디어 자체를 보호하지 않고 게임의 고유한 표현만을 보호한다는 것이다.
1980년에 남코는 팩맨을 출시하여 엄청난 상업적 성공을 거두었고, 이는 수많은 팩맨 클론의 개발로 이어졌다. 1980년 10월부터 1981년 12월까지 팩맨 게임 하나만으로 1억 5천만 달러의 매출을 올렸다. 필립스는 자신만의 미로 게임을 만들려고 시도한 여러 개발자 중 한 명으로, 그 결과 1981년에 K.C. Munchkin!을 출시했다. 아타리는 아타리 대 필립스 사건에서 K.C. Munchkin!이 자신들의 게임 팩맨을 불법적으로 복사했다고 주장하며 필립스를 고소했다. 법원은 처음에는 아타리의 신청을 기각하여 먼치킨의 판매를 금지하지 않았지만, 아타리는 항소에서 성공했다. 할링턴 우드 주니어 판사는 추상화-필터링-비교 테스트를 적용하여 먼치킨이 팩맨의 고유한 표현, 특히 캐릭터 디자인을 실제로 복사했다는 것을 밝혀냈다. 아타리의 성공적인 신청 결과, 필립스는 K.C. Munchkin을 판매하는 것이 법적으로 금지되었다. 법원은 이후 반다이의 팩몬스터, 아틱 인터내셔널의 퍽맨, 그리고 마이티 마우스라는 또 다른 유사 게임을 포함한 다른 팩맨 클론들을 금지했다. 시바 바이디아나탄은 법원이 미로 추격 게임의 아이디어는 저작권으로 통제되지 않는다고 명시했음에도 불구하고, 이 판결이 팩맨 경쟁에 냉각 효과를 가져왔다고 시사한다. Jerry Pournelle은 1984년에 "아타리는 아주 멋진 십대 프로그래머들을 괴롭혀 약 100만 달러 상당의 좋지 않은 홍보를 스스로에게 안겨주었다. 분명히 그들은 더 부드럽게 행동할 수 있었을 것이다"라고 썼다.

### 보호 완화 (1988년–2012년)
아타리 대 필립스 판결은 K.C. 먼치킨!이 팩맨과 상당한 유사성을 가졌기 때문에 비디오 게임 클론이 다른 게임을 복사한 것에 대해 책임질 수 있다는 것을 확립했다. 그러나 법원은 또한 게임의 여러 측면이 표준적이거나 일반적이었으며, 따라서 저작권으로 보호되지 않는다고 지적했다. 1980년대 후반에 법원은 비디오 게임 클론에 대해 더 허용적인 접근 방식을 취하기 시작했으며, 일반적인 개념, 기능적 규칙 및 scènes à faire와 같은 많은 창의적 요소는 보호될 수 없다고 결정했다. 그러한 판결 중 하나는 1988년 Data East USA, Inc. v. Epyx, Inc. 사건이었는데, 법원은 Epyx의 게임 월드 가라테 챔피언십이 데이터 이스트의 게임 가라테 챔프를 침해하지 않았다고 판결했다. 유사점 중 어느 것도 저작권으로 보호되지 않았기 때문이다. 이는 무술 게임의 일반적인 게임 플레이는 누구든지 사용할 수 있는 아이디어이며, 고유한 표현으로서 저작권으로 보호될 수 없다는 생각에 기반한 것이었다.
1991년, 게임 개발사 캡콤은 스트리트 파이터 II를 출시했다. 이 게임의 인기는 대전 격투 장르에 대한 관심 폭발로 이어졌다. 다른 회사들은 이를 활용하기 위해 서둘렀고, 데이터 이스트는 1994년에 자신들의 1대1 대전 격투 게임인 파이터즈 히스토리를 출시했다. 나중에 밝혀진 바와 같이, 데이터 이스트는 스트리트 파이터 II를 여러 번 언급한 디자인 문서를 작성했다. 여러 사람들이 유사점을 알아차리고 츠지모토 겐조 사장에게 문제를 제기했다. 캡콤은 곧 미국과 일본 양국에서 저작권 침해로 데이터 이스트를 고소했다. 캡콤은 또한 데이터 이스트의 파이터즈 히스토리 배포를 중단시키기 위한 예비 금지 명령을 신청했다. 데이터 이스트는 이전에 1988년 에픽스를 상대로 한 소송을 좌절시킨 주장을 사용했는데, 캡콤의 스트리트 파이터와 유사한 요소 중 어느 것도 저작권으로 보호받을 수 없다는 것이었다. 법원은 여러 동작과 캐릭터 간의 유사점을 인정했지만, "대부분의 동작은 일반적인 발차기와 펀치이기 때문에 보호받을 수 없다"고 주장했다. 캡콤 USA는 복사된 요소가 일반적인 scènes à faire로서 저작권 보호 대상에서 제외된다는 이유로 소송에서 패소했다. 이 사건은 저작권 보유자가 주장하는 클론에 대한 소송에서 승소하기 어렵게 만든 여러 사건 중 하나였으며, 또한 게임 장르가 모방과 반복을 기반으로 발전하도록 허용했다. 스트리트 파이터 II의 많은 게임 메커니즘은 해당 장르의 공통 요소가 되었으며, 대전 격투 게임 모탈 컴뱃의 측면도 마찬가지이다.
소송을 제기하는 비용이 예상되는 결과에 비해 매우 높기 때문에 많은 비디오 게임 저작권 보유자는 주장하는 클론에 대해 소송을 제기하는 것을 주저하게 되었다. 주장하는 클론에 대한 대부분의 소송은 1990년대 중반부터 2000년대 중반까지 합의되었다. 1993년 게임 미스트의 성공은 "미스트 클론"이라고 불리기도 하는 수많은 유사한 3D 어드벤처 게임으로 이어졌다. 일부 비디오 게임 장르는 모든 후속 유사 게임이 파생물로 간주되는 전형적인 게임에 의해 설립된다. 특히, 초기 1인칭 슈팅 게임은 종종 "둠 클론"이라고 불렸고, 그랜드 테프트 오토의 오픈 월드 공식 성공은 GTA 클론이라는 장르로 이어졌다. 엔드리스 러너 장르는 Canabalt 게임의 성공과 단순성을 기반으로 한다. 이러한 클론은 개발자들이 관심사를 활용하려 하면서 새로운 장르의 상대적으로 갑작스러운 등장을 야기할 수도 있다. 배틀 로열 장르는 2017년과 2018년에 걸쳐 플레이어언노운스 배틀그라운드와 포트나이트 배틀로얄의 성공 이후 빠르게 성장했고, 2019년 1월에 출시된 도타 오토 체스는 2019년 중반까지 오토 배틀러 장르에서 여러 상업용 게임을 탄생시켰다.

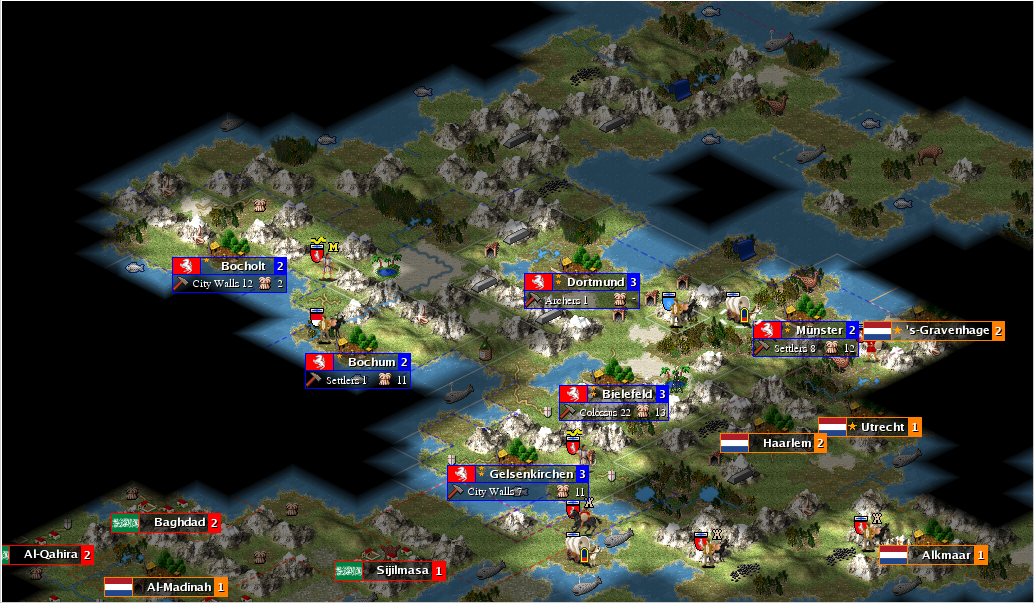
Freeciv는 문명 시리즈의 오픈소스 클론이다.

또 다른 유형의 클론은 모딩, 오픈 소스, 인디 게임 커뮤니티의 개발자들로부터 생겨났다. 이들 개발자들은 때때로 자신들의 독창적인 자산을 사용하여 인기 있는 타이틀의 메커니즘을 역공학을 통해 재현하려고 시도하며, 일반적으로 원본 타이틀에 대한 오마주로 게임을 무료로 출시한다. 이를 통해 팀과 사용자들은 상용 게임의 원본 요소, 즉 수정되지 않은 소프트웨어 버그, 게임 플레이 개념 개선, 다양한 최신 컴퓨터 또는 콘솔 플랫폼 지원, 기본 게임 플레이 원칙에 새로운 아이디어 추가 등을 확장할 수 있을 뿐만 아니라 사용자 제작 모드나 애드온을 통해 게임 확장을 용이하게 할 수 있다. 이러한 클론의 몇 가지 예로는 문명 시리즈를 기반으로 한 Freeciv, 오쓰! 싸워라! 응원단을 기반으로 한 Osu!, 그리고 기타 히어로를 기반으로 한 프레츠 온 파이어 등이 있다. 이러한 클론의 오픈 소스 특성은 새로운 유틸리티를 가능하게 하는데, 예를 들어 인공지능 에이전트를 개발하여 Freeciv에서 플레이를 배우고 향상시킴으로써 인공지능 연구를 발전시키는 데 도움이 될 수 있다. 이러한 게임은 원본 게임의 자산을 재배포하지 않도록 주의해야 한다. 그렇지 않으면 법적 문제에 직면할 수 있다. 심시티 2000의 오픈 소스 재창조 프로젝트인 OpenSC2K는 OpenSC2K가 심시티 2000의 자산을 사용한 것이 밝혀진 후 일렉트로닉 아츠에 의해 폐쇄되었다. 게임 엔진 재창조로 시작하여 원본 게임을 소유한 플레이어가 별도로 획득한 자산을 직접 사용할 수 있을 만큼 충실한 일부 프로젝트는, 권리 소유자가 게임을 프리웨어로 출시하면 나중에 원본 게임 자산을 포함하여 게임 클론이 될 수 있다. 커맨드 앤 컨커: 레드 얼럿 클론인 OpenRA가 그랬다. 심지어 일렉트로닉 아츠가 나중에 GPL로 재라이선스한 후에는 원본 게임의 코드도 통합했는데, 이는 스컴VM의 많은 게임 엔진의 경우와 같았다. 이후 스컴VM은 리볼루션 소프트웨어의 Sold Out 레이블 예산 출시작인 부서진 칼날: 템플 기사단의 그림자를 시작으로 수많은 회사에서 공식 재출시에 사용되었다. 다른 인디 개발자들에 의한 오리지널 인디 게임 복제의 경우, 그러한 관행이 존재하지만, 인디 개발자들은 복제에 가담하는 사람들을 배척하기 위해 비공식적인 명예 코드에 의존하는 경향이 있다.
클론은 종종 원본 게임에 대한 논평이나 패러디로 사용될 수 있으며, 일반적으로 공정 이용으로 분류될 만큼 변형적인 방식으로 사용된다. Pyst는 어드벤처 게임 미스트의 패러디로, 미스트와 겉으로는 같은 섬에서 일어나지만 수많은 그룹에 의해 훼손된 모습을 보여준다. Hatetris는 테트리스의 변형으로, 다음 테트로미노가 현재 보드에 대해 최악의 방식으로 제공된다.

### 새로운 개발 (2012년–현재)
비디오 게임 클론과 관련된 새로운 우려는 소셜 네트워크 게임과 모바일 게임의 등장과 함께 발생했는데, 이들은 일반적으로 새로운 플레이어를 유인하기 위해 프리미엄 타이틀로 제공되었다. 캐주얼 플레이어들 사이에서 이러한 게임의 인기가 높아지면서 광범위한 클론이 생겨났다. 징가는 소셜 네트워크 게임 분야에서 최초의 주요 개발사 중 하나였으며, 다른 개발사의 인기 있는 소셜 및 캐주얼 게임을 복제한다고 비디오 게임 업계에서 오랫동안 비판받았다. 여기에는 법정에서 싸울 자원이 부족한 소규모 개발자(예: NimbleBit의 Tiny Tower, 징가가 자사의 게임 Dream Heights에서 복제한 경우) 또는 법정 밖에서 합의하려는 개발자(예: 징가의 Mafia Wars, 데이비드 마에스트리의 Mob Wars를 복제했다고 비난받은 경우)가 포함된다. 2012년 8월, 일렉트로닉 아츠(EA)는 맥시스 부서를 통해 징가를 고소하며, 페이스북 게임인 더 빌이 EA의 페이스북 게임인 심즈 소셜을 표절했다고 주장했다. 이 소송은 더 빌이 심즈 소셜의 게임 플레이 메커니즘뿐만 아니라 심즈 소셜에서 영감을 받은 것으로 보이는 아트 및 시각적 인터페이스 측면도 복사했다고 주장한다. 전문가들은 EA가 이전 개발자들과 달리 소송을 끝까지 진행할 재정적 지원을 받는다는 점을 지적했다. EA는 소송에서 "맥시스가 징가가 자사의 창작물을 복사했다고 주장하는 첫 번째 스튜디오는 아니다. 그러나 우리는 이를 막기 위해 일어설 재정적 및 기업적 자원을 가진 스튜디오이다"라고 진술했다. 양사는 2013년 2월에 미공개 조건으로 법정 밖에서 합의했다. 브라이언 레이놀즈, 전 징가의 수석 게임 플레이 디자이너에 따르면, 회사는 인기 있는 새로운 장르와 게임 아이디어를 찾아내고, 그런 다음 "최고 품질의 것을 갖는 것"을 목표로 자신들만의 혁신과 개념을 추가하려고 노력한다.
2009년 Xio Interactive는 테트리스의 게임플레이를 기반으로 한 모바일 게임 미노(Mino)를 출시했는데, 이 게임에는 법적으로 보호되는 요소가 포함되어 있지 않다고 믿었다. 미노 게임은 플레이 필드에서 테트로미노 블록을 떨어뜨려 완전한 선을 만들고 점수를 얻는 동일한 방식을 특징으로 했다. 미노는 또한 기본 테트리스 게임 플레이에 새로운 파워업과 게임 모드를 추가했다. 수년 동안 많은 테트리스 클론이 있었지만, 미노는 결국 600만 번 이상 다운로드되었고, 이는 2009년 12월 테트리스 컴퍼니가 Xio Interactive를 상대로 소송을 제기하는 결과를 낳았다. 법원은 수직으로 떨어지는 블록 게임의 아이디어가 저작권으로 보호될 수 없다고 판단했지만, 테트리스는 20x10 게임 보드, 게임 시작 시 무작위 잡동사니 블록 표시, 블록이 떨어질 위치의 "그림자" 표시, 다음 떨어질 조각 표시 등 저작권 보호 대상이 되는 많은 고유한 요소를 가지고 있다고 판단했다. 울프슨은 또한 블록이 떨어질 때 색이 변하는 것과 게임이 끝날 때 게임 보드가 채워지는 것에 대해서도 보호를 허용했다. 이러한 주장을 고려할 때, 울프슨은 미노가 유사한 아이디어를 독특하고 침해하지 않는 방식으로 표현하기 위해 테트리스의 규칙을 활용한 닥터마리오와 같은 게임보다 테트리스를 훨씬 더 가깝게 복사했다고 지적했다. 법률 및 업계 전문가들은 이것이 미국 법원이 특정 시각적 배열에 대해 더 넓은 비디오 게임을 부여하는 데 더 적극적으로 나서는 신호라고 동의했다. 저작권이 표준 게임 요소의 모방을 제한하지 않겠지만, 이 결정은 정확한 모양과 색상을 복사한 게임에 가장 큰 영향을 미칠 것이다.
2012년, 미국 워싱턴 서부 지방법원에서 스프리 폭스 대 롤랩스(Spry Fox, LLC v. Lolapps, Inc.) 사건이 심리되었다. 스프라이 폭스는 개발사 롤랩스를 상대로 자신들의 게임 예티 타운(Yeti Town)이 트리플 타운의 저작권을 침해한 클론이라고 주장했다. 초기 심리에서 판사는 Xio 사건에서 사용된 유사한 논리를 따라 스프라이 폭스에게 유리한 예비 금지 명령을 내렸다. 예티 타운은 단순히 나란히 보았을 때 트리플 타운과 동일한 룩앤필을 가졌기 때문이다. 이 사건은 이후 법정 밖에서 합의되었으며, 스프라이 폭스는 2012년 말까지 예티 타운 자산의 소유권을 얻었다. 2012년 이 사건들 이후로 법률 학자들은 법원이 비디오 게임 클론과 관련된 사건에서 룩앤필을 더 면밀히 조사하고 있음을 발견했다.
소셜 및 모바일 게임 클론은 그 형식이 인기를 얻으면서 계속 번성했다. 이러한 게임을 개발하는 데 필요한 도구의 저렴한 비용, 용이성 및 단순성은 해당 분야에서 복제를 심각한 문제로 만들었다. 예를 들어, 플래피 버드는 프로그래밍 코드 클리어링하우스가 다른 사람들이 쉽게 자신만의 아트 자산을 추가할 수 있는 템플릿 코드를 제공했기 때문에 수십 번 복제되었다. Threes!의 개발자들은 게임을 개발하고 메커니즘을 조정하는 데 14개월을 보냈지만, 첫 번째 클론은 Threes! 출시 21일 후에 출시되었고, 원본은 주말 동안 개발된 2048에 빠르게 가려졌다. 2048은 원래 무료로 오픈 소스 라이선스 하에 배포되었지만, Ketchapp은 앱 스토어에서 차트 상위권에 오른 광고 지원 버전의 2048을 개발했다. 2022년 초 갑작스러운 인기를 얻은 후, Wordle은 1월 초 앱 스토어에 여러 클론이 나타났다가, 사용자들이 클론 개발자들을 비판하자 삭제되었다. 뱀파이어 서바이버즈의 개발자들은 원본 게임의 도난된 코드와 자산으로 모바일 앱 스토어에 나타난 여러 클론에 대한 대응으로 게임의 모바일 이식 개발을 서둘렀다. 뱀파이어 서바이버즈 자체는 매직 서바이벌(Magic Survival)이라는 모바일 게임에서 영감을 받았다.
소프트웨어 클론에 대한 또 다른 주요 관심사는 중국 내에서 발생한다. 2000년부터 2015년까지 중국 정부는 하드웨어 및 소프트웨어 수입과 비중국 상점 접근에 대해 수많은 제한을 가했다. 이는 중국 내에서 개인용 컴퓨터 게임이 번성하도록 허용했지만, 하드웨어 및 소프트웨어 구매 비용이 너무 비쌌기 때문에 많은 중국 개발자들이 중국 시장을 위해 서구 및 일본의 인기 타이틀을 저렴하게 복제하는 게임을 만들게 되었고, 이는 오늘날에도 계속되고 있다. 외국 기업들은 이러한 클론을 만든 중국 개발자들을 상대로 법적 조치를 취하는 데 어려움을 겪고 있어, 복제가 훨씬 덜 위험한 과정이 되었다. 따라서 서구 및 일본 시장의 인기 게임이 종종 원본 게임 출시 몇 주 내에 중국 내에서 거의 정확한 복제본으로 나타나는 것이 일반적이다. 주목할 만한 예는 블리자드 엔터테인먼트의 하스스톤의 클론인 중국 개발사 유니코(Unico)가 만든 스피링 드래곤: 삼국 시대 영웅들(Sleeping Dragon: Heroes of the Three Kingdoms)로, 하스스톤의 베타 출시 몇 달 내에 출시되었다. 블리자드는 결국 2014년에 유니코를 상대로 US$190만 달러의 손해배상 소송에서 승소했다. 다른 경우에는 클론이 중국의 콘텐츠 제한 법률에 부적합한 원본 게임의 요소를 해결하기 위해 만들어진다. 예를 들어, 중국에서 플레이어언노운스 배틀그라운드의 퍼블리싱을 운영했던 텐센트는 폭력 및 테러 관련 콘텐츠로 인해 게임을 철수할 수밖에 없었고, 대신 배틀그라운드의 자산을 재사용했지만 피와 고어를 제거한 클론인 평화의 게임(Game for Peace)으로 대체했다.

## 클론과 관련된 법적 측면
비디오 게임 클론은 일반적으로 저작권, 특허, 상표와 같은 지식 재산권 법률을 통해 막기 어렵다. 게임 산업은 일반적으로 다른 개발자들의 게임플레이 개념을 기반으로 독창적인 게임을 만드는 개념 위에 구축되었지만, 직접적인 클론을 만들기 위해 요소를 그대로 복사하는 것은 피한다. 넓게 보면, 비디오 게임은 고정된 매체가 부족하고, 소프트웨어 저작권과 동일한 영역에 속하며, 여기에서는 기본 소스 코드와 아트 및 기타 자산은 저작권 대상이 되지만, 게임플레이는 그렇지 않다. 특히 미국에서는 비디오 게임이 아이디어-표현 구별에 해당하는데, 이는 기본 게임플레이는 저작권 대상이 아니지만 특정 구현은 저작권 대상이 될 수 있다는 것이다. 2012년까지 판례는 일반적으로 클론에 유리했으며, 종종 게임 클론이 게임의 특정 테마에 필요한 요소인 scènes à faire 원칙을 충족하기 때문에 저작권을 위반하지 않는다고 판결했다.
그러나 2012년 미국에서 별개의 두 사건인 테트리스 홀딩 대 시오 인터랙티브(Tetris Holding, LLC v. Xio Interactive, Inc.)와 스프리 폭스 대 롤랩스(Spry Fox, LLC v. Lolapps, Inc.)에서 법원은 추상화-필터링-비교 테스트를 사용하여 게임 플레이를 과도한 변경 없이 복사할 뿐만 아니라 원본 게임의 룩 앤드 필까지 너무 많이 복사한 클론은 저작권법을 위반한다고 판단했다. 이 새로운 접근 방식은 개발자들이 직접적인 클론에 맞서 싸울 더 나은 수단을 제공했다. 그럼에도 불구하고, 법원은 이 법적 기준을 새로운 사건에 신중하게 적용하면서 점진적인 증가만 있었다. 법률 학자들은 법적 분쟁의 높은 비용과 각 주장하는 클론의 특정 사실들이 이러한 사건들을 예측하기 어렵게 만들었으며, 따라서 재판까지 진행되는 경우는 여전히 드물다고 주장했다. 와이어드는 침해 여부에 대한 이러한 판결의 역사를 비교하며, 아이디어-표현 구별(저작권법은 아이디어를 보호하지 않고 그 표현만을 보호한다)을 "진술하기는 간단하지만 적용하기는 어렵다"고 설명했다.
특허는 세가의 크레이지 택시 게임에 사용된 내비게이션 시스템과 같이 새로운 게임 플레이 아이디어를 보호하기 위해 제한적으로 사용되었다. 세가는 폭스 인터랙티브를 상대로 심슨 가족: 로드 레이지에서 유사한 시스템을 사용한 것에 대해 특허 침해로 고소했고, 이 사건은 결국 법정 밖에서 합의되었다. 상표 또한 다른 개발자가 자신의 게임이나 게임 플레이에 동일한 용어를 사용하는 것을 막기 위해 매우 제한적으로 사용되었다.

## 산업 규제
최근에는 애플 앱 스토어와 안드로이드 기반 시스템용 구글 플레이와 같은 소셜 및 모바일 게임 스토어의 인기가 높아지면서, 침해 가능성이 있는 수많은 클론이 나타나기 시작했다. 이러한 스토어는 일반적으로 게임 및 앱이 제공되기 전에 검토 과정을 거치지만, 이러한 과정은 다른 타이틀의 저작권 침해를 고려하지 않는다. 대신, 복제된 작품의 개발자가 클론에 대해 불만을 제기하도록 의존하며, 이는 검토에 시간이 걸릴 수 있다. 복제된 앱은 종종 의도적으로 다른 인기 있는 앱과 이름이나 느낌을 유사하게 디자인하여, 불만이 제기된 후에도 합법적인 앱의 구매자를 유인한다. 애플은 앱 클론 주장을 처리하는 전담 팀에게 간소화된 도구를 출시하여, 당사자들이 조치 전에 협상을 시도하도록 돕고 있다. 애플, 구글, 마이크로소프트는 스윙 콥터 출시 후 대규모 클론을 막기 위한 조치를 취했지만, 전문가들은 이러한 앱 스토어가 명백한 저작권 위반 외에 어떤 종류의 선제적인 클론 보호도 시행할 가능성은 낮다고 믿으며, 이러한 전문가들은 원본 개발자가 잘 알려지고, 출시 시점에 게임 자산을 보호하며, 원본 게임에 대한 공로를 인정받도록 하는 것이 개발자와 게임 커뮤니티에 의해 더 잘 이루어져야 한다고 강조한다.
밸브는 개인용 컴퓨터 게임용 디지털 상점인 스팀을 운영하고 있으며, 문제가 통보되면 서비스의 다른 타이틀을 명백히 저작권 침해하는 게임을 제거하기 위한 조치를 취한다.

## 같이 보기
- 패미클론
- GTA 클론
- 홈브루 (비디오 게임)
- 롬 해킹
- 팩맨 클론 목록
- 정신적 후속작